# ماسايا ياماموتو
ماسايا ياماموتو (باليابانية: 山本 真也) (23 أكتوبر 1991 في شيزوكا في اليابان – )؛ هو لاعب كرة قدم ياباني سابق كان يلعب كلاعب وسط.

## وصلات خارجية
- ماسايا ياماموتو على موقع رابطة كرة القدم اليابانية للمحترفين (اليابانية)